# ابن بزيزة
ابن بزيزة التونسي (606 هـ - 662 هـ أو 673 هـ) هو فقيه مالكي أشعري صوفي تونسي (من كبار أئمة المذهب المالكي وأحد رجال المذهب الذين اعتمد الشيخ خليل ترجيحهم في توضيحه، وكان في درجة الاجتهاد)، هو أبو محمد عبد العزيز بن إبراهيم التيمي القرشي الشهير بابن بزيزة التونسي إمام مشهور في الفقه والحديث والتفسير والشعر والأدب، له الإسعاد في شرح الإرشاد، وشرح الأحكام الصغرى لعبد الحق الإشبيلي، وله تفسير جمع فيه بين الزمخشري وابن عطية، وشرح التلقين، ومنهاج العارف، بين فيه أكثر المشكلات، ومختصره إيضاح السبيل إلى مناهج التأويل، وُلد عام 606 هـ وتوفي بمدينة تونس عام 673 هـ.

## اسمه ونسبه ومولده
هو الإمام العلامة عبد العزيز بن إبراهيم بن أحمد، القرشي، التميمي، التونسي، المالكي، المعروف بابن بزيزة، أبو فارس، وقيل: أبو محمد. ولد بمدينة تونس يوم الاثنين 14 محرم عام 606 هـ، برع في الفقه واللغة العربية، فاق أقرانه وتميز بالتضلع في العلوم، حتى عدّ من أئمة المذهب المالكي المعتمد عليهم، فوصفه بعضهم ببلوغ درجة الاجتهاد، قرأ بالزيتونة، وتفقه بأبي عبد الله الرعيني السوسي، وأبي محمد البرجيني، والقاضي أبي القاسم ابن البراء وغيرهم، وتخرج على يديه جماعة من كبار العلماء. توفي في الرابع لربيع الأول من سنة 662 هـ أو 673 هـ.

## شيوخه
- الشيخ الفقيه المقرئ أبو عبد الله محمد بن عبد الجبار الرعيني السوسي: أخذ عن القاضي أبي يحى بن الحداد تلميذ الإمام المازري وغيره، وعنه ابن بزيزة وغيره، مولده سنة (567 هـ) وتوفي بتونس في ذي القعدة (سنة 662 هـ).
- الإمام الفقيه أبو محمد عبد السلام البرجيني: أخذ عن الإمام المازري وغيره، وعنه أبو محمد بن بزيزة وغيره، له فتاوى مشهورة، كان حيا سنة 606 هـ.
- أبي عبد الله الكتاني: [3]
- القاضي الفقيه أبو محمد عبد الله ابن الشيخ محمد بن أبي القاسم بن البراء التنوخي: كان خليفة في الإمامة والخطابة بجامع الزيتونة عن الشيخ محمد بن عبد الستار، أخذ عن جماعة منهم جده أبو القاسم وعنه جماعة منهم خالد البلوي... كان يجلس لرواية مقامات الحرير بدويرة جامع الزيتونة وكانت له عناية بالرواية والتاريخ، اختصر ذيل السمعاني وتاريخ الغرناطي وألف تاريخا على طريقة الطبري مرتبا على السنين من سنة البعثة في ستة أسفار أجاد وأفاد وتوفي في تونس في جمادى الآخرة سنة 737 هـ. وكان من مدرسي مدرسة الشماعية.
- أبو الحسن علي بن أحمد الحرالي التجيبي الصوفي المرسي: جاء في تراجم المؤلفين التنوسيين: «ويستفاد من كتابه الأنوار في فضل القرآن والدعاء والإستغفار أن من شيوخه أبا الحسن علي بن أحمد الحرالي التجيبي الصوفي الكرسي الأصل المراكشي المولد (ت 638هـ = 1241م)».

## تلاميذه
- أبو عبد الله محمد بن أحمد بن حيان الأنصاري: وقد ذكره ابن ناصر الدين الدمشقي قال: ابن بزيزة المالكي من علماء المغاربة في المئة السابعة وله تصانيف ذكره لي تاج الدين الفاكهاني، قلت: هو أبو محمد بن بزيزة أخذ عنه في حدود الستين وست مئة أبو عبد الله محمد بن أحمد بن حيان الأنصاري.[4]
- وأجاز محمد بن صالح بن أحمد بن رحيمة الكناني الشاطبي نزيل بجاية.[5]

## مصنفاته
له مؤلفات كثيرة من أهمها:

كتاب الإسعاد في شرح الإرشاد للمؤلف عبد العزيز بن إبراهيم بن أحمد، القرشي، التميمي، التونسي، المالكي، المعروف بابن بزيزة. هو شرح لكتاب الإرشاد لإمام الحرمين أبو المعالي الجويني المتوفى (478 هـ) وهو شرح على أهمية كبيرة يتضمن الحجاج على العقائد الإيمانية بالأدلة النقلية والعقلية في إطار منهج الأشاعرة.

- الإسعاد في شرح الإرشاد: وهو شرح على كتاب الإرشاد إلى قواطع الأدلة في أصول الاعتقاد لإمام الحرمين في أصول الدين (علم الكلام) أتمه في سنة 644 هـ. منه نسخة بخزانة القرويين، ونسختان بدار الكتب الوطنية بتونس.
- شرح العقيدة البرهانية: أكد جل الذين ترجموا لابن بزيزة أنه له شرحا على العقيدة البرهانية،[6]
- شرح الأسماء الحسنى: قال في تراجم المؤلفين التونسيين: "ويبدو أنه كان في عزمه إفراد الأسماء الحسنى بتأليف مستقل على ما يستفاد من أوائل كتابه الإسعاد إذ جاء فيه: "بدأ بالاسم الأعظم الذي هو قطب الأسماء والجامع لمعانيها، وقد رأينا أن نفرد للكلام عليها كتاباً مستقلاً بنفسه جامعاً لحقائقها مطلعاً على أسرارها إن شاء الله تعالى، وأمهل في العمر، ويسر إتمامها في هذا القصد الجميل، والله يجعل ذلك لوجهه...".[7]
- منهاج العارف إلى روح المعارف: بين فيه تأويل أكثر المشكلات، واختصره في كتاب سماه «إيضاح السبيل إلى مناهج التأويل وإيضاح السبيل» ورد ذكره في الإسعاد بمقاصد الإرشاد بعد أن ذكر تأويلات إمام الحرمين لمشكلات الآي والأخبار.[8]
- التنبيه على مواضع من «منهاج الأدلة»: لابن رشد الحفيد الفيلسوف، ذكره في كتاب الإسعاد.
- تفسير القرآن: تفسير جمع فيه بين تفسيري ابن عطية والزمخشري.
- الأنوار في فضل القرآن والدعاء والاستغفار: رسالة صغيرة في 28 ورقة أورد فيها أربعين حديثاً في فضل قراءة القرآن والعمل به، وفضائل بعض السور، ثم عقد باباً فيما أخبر عنه النبي (ص) في الأمر بذكر الله والترغيب فيه، وفي آخرها باب في فضل الدعاء، توجد بالمكتبة الوطنية بتونس.[7]
- شرح الأحكام الصغرى لعبد الحق الإشبيلي: أخرجها من كتب: (الموطأ)، و (الستة)، وفيها أحاديث من كتب أخرى، ذكر في خطبتها: أنه تخيرها صحيحة الإسناد، معروفة عند النقاد، قد نقلها الأثبات، وتناولها الثقات، في مجلد سماه: «مصالح الأفهام في شرح كتاب الأحكام».[9]
- شرح التلقين: في الفقه والمتن للقاضي عبد الوهاب البغدادي المالكي وقد سماه ابن بزيزة بـ«روضة المستبين في شرح كتاب التلقين» قام بتحقيقه: عبد اللطيف زكاغ، وصدر عن مركز الإمام الثعالبي للدراسات ونشر التراث بالجزائر، ودار ابن حزم ببيروت في جزئين الطبعة الأولى 1431هـ/2010م.
- غاية الأمل في شرح الجمل للزجاجي: قام بدراسته وتحقيقه الطالب السوداني «محمد غالب عبد الرحمن»، ونوقشت في كلية دار العلوم بجامعة القاهرة عام 1405هـ/1985م.
- شرح المفصل للزمخشري في النحو.[10]